# Gertrud von Le Fort
Gertrud von Le Fort (vlastním jménem Gertrud Auguste Lina Elsbeth Mathilde Petrea Freiin von Le Fort; známá též pod pseudonymy Gerta (von) Stark a Petrea Vallerin, 11. říjen 1876, Minden – 1. listopad 1971, Oberstdorf) byla německá spisovatelka křesťanské literatury.

## Životopis
Gertruda von le Fort pocházela ze šlechtické rodiny Le Fortů a dětství prožila na rodinném statku Boeků v Meklenbursku.Jejími rodiči byli plukovník pruské armády Lothar von le Fort (1831-1902) a Elisabeth (1842-1918) rozená von Wedel-Parlow. Od roku 1908 studovala protestantskou teologii, historii, dějiny umění, literaturu a filozofii v Heidelbergu, Marburgu a Berlíně. V roce 1926 konvertovala ke katolicismu.

## Dílo
Psala povídky, romány, poezii a eseje s převažující ženskou tematikou, byla ovšem velkou odpůrkyní feministického hnutí. Vyslovovala se o něm např. takto: „….když se feministky prohlašují za věřící, je nutné pochopit, že feministka ve skutečnosti vyznává pouze „ten nejubožejší kult ze všech, kult vlastního těla“.“ Gertruda von Le Fort patřila k nejznámějším katolickým spisovatelkám 20. století a stylově bývá spojována se jmény jako Paul Claudel, Hermann Hesse a Reinhold Schneider. V roce 1952 získala tzv. Gottfried-Kellerovu cenu a později byla vyznamenána „Velkým křížem s hvězdou“ za zásluhy o německou literaturu.

### České překlady z němčiny
- Pilátova žena (orig. 'Die Erzählungen'). Praha: Ústřední církevní nakladatelství, 1971. 125 S. Překlad: Ivan Holík
- Hymny na církev (orig. 'Hymnen an die Kirche'). Řím: Křesťanská akademie, 1970. 74 S. Překlad: Mons. Josef Benáček
- Magdeburská svatba (orig. 'Die Magdeburgische Hochzeit'). Praha: Vyšehrad, 1970. 189 S. Překlad: Jitka Fučíková
- Věčná žena (orig. 'Die ewige Frau'). Řím: Křesťanská akademie, 1970. 119 S. Překlad: Jitka Fučíková
  - Věčná žena. 2. vyd. Praha: Vyšehrad, 1990. 81 S.
- Vytržení panny z Barby: povídka (orig. 'Die Abberufung der Jungfrau von Barby: Erzählung'). V Praze: Vyšehrad, 1942. 78 S. Překlad: Jaroslava Vobrubová-Koutecká
- Poslední na popravišti: novela (orig. 'Die Letzte am Schafott'). 1. vyd. V Olomouci: Velehrad, 1941. 95 S. Překlad: Jan Zahradníček
  - Poslední na popravišti a jiné novely (orig. 'Die Letzte am Schafott, Die Frau des Pilatus (Pilátova žena), Der Turm der Beständigkeit (Věž stálosti), Die Tochter Jephtas (Dcera Jeftova)'). Kostelní Vydří: Karmelitánské nakladatelství, 2010. 125 S. Překlad: Jiří Munzar a Ivan Holík
- Rouška Veroniky (orig. 'Das Schweißtuch der Veronika'). V Praze: Ladislav Kuncíř, 1930. 389 S. Překlad: Jan Brechensbauer